# Knochenschallmikrofon
Ein Knochenschallmikrofon (auch Schädelmikrofon oder Schädeldeckenmikrofon) ist ein spezieller Schallaufnehmer ähnlich dem Kehlkopfmikrofon für die Sprachverständigung in extremen Lärmbereichen oder wenn bei Arbeiten unter Vollschutz wie zum Beispiel bei Feuerwehreinsätzen andere Mikrofontypen als hinderlich angesehen werden. Das Knochenschallmikrofon wird üblicherweise durch einen Schutzhelm gegen die Schädeldecke gepresst und nimmt den durch Knochenleitung übertragenen Schall mechanisch als Tonabnehmer auf. Bei fortschrittlichen Kommunikationssystemen werden Luftschall und Störgeräusche digital herausgefiltert und das aufbereitete Signal zur Kommunikation benutzt.